# Dennis Avner
Dennis Avner (27 tháng 8 năm 1958 – 05 tháng 01 năm 2012) tại Tonopah, Nevada, Hoa Kỳ, là một cựu chiến binh Hải quân Mỹ và thuộc thuộc tộc Huron, đồng thời là người lai Ấn Độ, ông được biết đến với biệt hiệu là Người mèo vì ông có sở thích kỳ lạ là sống trong hình hài loài hổ và đã lập kỷ lục thế giới là người đàn ông qua nhiều lần phẫu thuật, chỉnh sửa cơ thể nhất thế giới để cho giống một con hổ. Đồng thời được mọi người biết đến thông qua các chương trình Tin hay không tùy bạn trên khắp thế giới.

## Hóa hổ
Bình sinh, Dennis thích mọi người gọi mình với cái tên chú mèo hiên ngang, ông luôn bị ám ảnh bởi khuôn mặt của những con mèo cái hung ác hoặc những con hổ, sau khi được tiếp chuyện với một tù trưởng da đỏ, Dennis đã có cảm hứng hành động như một con mèo và sau đó, ông xin sự đồng thuận từ lãnh đạo địa phương về việc thực hiện nhiều ca phẫu thuật khác, Dennis Avner đã mất một thời gian dài theo đuổi nỗ lực biến mình thành người hổ. Bản thân ông đã trải qua nhiều lần phẫu thuật để cơ thể trở nên giống với hổ, từ răng nanh, mái tóc dài, ria mép, tai, đuôi giả. Danh sách các ca phẫu thuật đã trải qua gồm:
- Chia đôi phần môi trên
- Kéo nhọn tai
- Bơm silicon vào má, trán
- Gắn răng nanh giả
- Mài răng
- Xăm đường vằn trên mặt
- Xăm hình hổ trên người
- Đeo khuyên trên mặt
- Xỏ lỗ cạnh mép
- Cấy tóc.

| “              | Tôi là một người thuộc tộc Huron và tôi muốn tuân theo nghi thức truyền thống, đó là biến cơ thể mình thành một con hổ | ” |
| — Dennis Avner | |   |

Hình thù kỳ dị, cộng với bộ móng tay dài, răng nanh nhọn sắc và hình xăm gần kín mặt khiến ông trở thành nhân vật được chú ý đặc biệt trong khu vực ông sinh sống. Tuy nhiên ông làm công việc sản xuất chương trình máy tính và cũng thường xuất hiện trên một số chương trình truyền hình nổi tiếng.

## Cái chết
Vào tháng ngày 05 tháng 11 năm 2012, thi thể của ông được tìm thấy hôm Tonopah, Nevada, nguyên nhân cái chết vẫn chưa được công bố, tuy nhiên nhiều đồn đoán nổi lên cho rằng Avner đã tự tử.
| “                                               | Đó là một con người phức tạp tuyệt vời... Ở tuổi 54 anh ấy đã nếm trải tất cả mọi thứ trong cuộc sống | ” |
| — Shannon Larratt, cựu biên tập viên tờ BMEzine | |   |